# Equipo de Fed Cup de Italia
El Equipo Italia de Fed Cup representa a Italia en la máxima competición internacional a nivel de naciones del tenis femenino. Su organismo de gobierno es la Federazione Italiana di Tennis.

## Historia
Participó por primera ver en 1963. Ha ganado en 5 ocasiones: 2006, 2009, 2010, 2013 y 2024.